# Banu Razín
Los Banu Razín, (hijos de Razín en árabe) es una rama de la tribu bereber hawwara que se estableció en la zona de la sierra de Albarracín.
Eran numerosos y tenían más riqueza que otros bereberes en la península ibérica. Ocupaban varios castillos en el sur de la actual provincia de Teruel en un territorio entre las marcas (Tugur) y el levante peninsular (Xarq). El alto Jiloca les pertenecía, llamando a la zona Sahla (la llanura) de donde deriva Cella. Su zona de influencia llegaba probablemente tan al norte como Calamocha.
La primera mención de la familia Banu Razín en esas zonas data de Abderramán III, cuando después de una expedición emprendida el 24 de julio de 935, pasa por los castillos de Salis y al-Riyahim, llevando con él a su vuelta 5000 cabezas de cristianos. Citan a un tal Meruán, hijo de Hudail ben Razín.
Después de la muerte del líder del clan y de su hermano Yahya Ben Hudail, alrededor del año 972, los hijos viajaron a Córdoba para ser confirmados por al-Hákam II como señores de los dominios de los que  eran usufructuarios (tal y como consta por la confirmaciones de sus privilegios hecha por el califa en 967-968). Tenían una notable autonomía al estar aislados entre sierras, obedeciendo nominalmente al poder central y pagando parte de los impuestos recaudados a cambio.
No obstante, aprovecharon la crisis del califato de Córdoba en 1012-1014 para independizarse. Jálaf ben Razín se proclamó independiente en su castillo (hisn) e hicieron de Santa Mariya al-Xarc la capital de un reino taifa. 
La subsiguiente taifa de Albarracín aparece en el Poema de Mío Cid como aliada de este famoso mercenario cristiano y sobrevivió hasta las campañas almorávides que sometieron los reinos de taifas de al-Ándalus.

## Reyes de la Taifa de Albarracín
Los reyes de la dinastía Banu Razín que gobernaron en Albarracín fueron:
- Hudhayl ben Jálaf ben Razín (1011/2 - 1044/5).
- Abd al-Málik ben Hudhayl (1044/5 - 1103).
- Yahya ben Abd el-Málik (1103 - 1104).